# Estación de Brixton
Brixton es una estación del metro de Londres situada en Brixton Road, en el borough de Lambeth, al sur de la ciudad. Es la terminal sur de la Victoria Line, siendo la estación siguiente Stockwell.